# Luang Prabang Stadium
Das Luang Prabang Stadium ist ein Fußballstadion mit Leichtathletikanlage in der laotischen Stadt Luang Prabang. Das Stadion besitzt ein Spielfeld aus Naturrasen und hat ein Fassungsvermögen von 20.000 Personen. Es ist die Heimspielstätte des Erstligisten Luang Prabang FC.